# Pseudechidna brummeri
Pseudechidna brummeri – gatunek morskiej ryby węgorzokształtnej z rodziny murenowatych (Muraenidae), jedyny przedstawiciel rodzaju Pseudechidna.
Gatunek ten występuje w Oceanie Indyjskim i w zachodniej części Oceanu Spokojnego. Dorasta do około 100 cm długości.